# 沟门子镇
沟门子镇，是中华人民共和国辽宁省朝阳市凌源市下辖的一个乡镇级行政单位。

## 行政区划
沟门子镇下辖以下地区：
双庙村、胡杖子村、碾房杖子村、牛洞子村、白石咀村、沟门子村、塔沟村、北沟村、老爷庙村、老厂子村、二安沟村、寺台子村和毛杖子村。